# Howard Davies
Stephen Howard Davies (26 de abril de 1945-25 de octubre de 2016) fue un director inglés de televisión y teatro.

## Biografía
Davies, hijo de un minero, nació en Durham, Inglaterra y estudió en la Universidad de Durham y en la Universidad de Bristol, donde desarrolló apreciación por los trabajos de Bertolt Brecht.
A principios de los años 70, Davies trabajo durante un largo tiempo con el Bristol Old Vic y el Birmingham Repertory Theatre, ha servido además como director asociado para ambas Royal Shakespeare Company, donde sus proyectos incluían Les liaisons dangereuses, Macbeth, y Troilo y Crésida. El también realizó muchos trabajos en Royal National Theatre, donde trabajó en Hedda Gabler, La Casa de Bernarda Alba, Pigamalión, The Crucible, The Shaughraun y Paul y dirigió El jardín de los cerezos, obra de Anton Chéjov, que debutó en mayo de 2011 y fue retransmitida el 30 de junio de ese mismo año como parte del National Theatre Live. En el teatro inglés de Almeida ha dirigido ¿Quién teme a Virginia Woolf? y The Play About the Baby (2001), ambas de Edward Albee, mientras que en el Teatro Hampstead dirigió el estreno de 55 Days (2012).
En cuanto a sus trabajos en ópera, su currículo incluye Idomeneo, La italiana en Argel, Eugene Onegin e I Dui Foscari y dirigió la interpretación semiteatral de After Aida 1985-86 en Gales y el Old Vic Theatre.
El trabajo de Davies en el West End Theatre le ha ganado el premio Laurence Olivier al Mejor Director por The Iceman Cometh, Todos eran mis hijos y La Guardia Blanca; el premio del London Critics Circle a mejor director por A Electra le sienta bien el luto y The Iceman Cometh, y el premio al Mejor Director Evening Standard por Todos eran mis hijos y Flight.
Davies hizo su debut en Broadway con Piaf en 1981. Después también en Broadway: Les liaisons dangereuses, el revival de 1990 Cat on a Hot Tin Roof, el revival de 1993 My Fair Lady, Translations, el revival de 1999 of The Iceman Cometh, el revival de 2002 de Private Lives, y el revival de 2007 de [A Moon for the Misbegotten]. Fue nominado a tres Premios Tony a la mejor dirección por Play three times, pero no ganó, y el premio Drama Desk a la Excelencia Como Director por Play three times, ganándolo como Les liaisons dangereuses.
En televisión dirigió la película Copenhagen, Blue/Orange, y el largometraje The Secret Rapture.
Fue nombrado Comandante de la Orden del Imperio Británico por sus honores en sus servicios al teatro. Por sus servicios al drama en Año Nuevo de 2011 fue nombrado Comandante de la Orden del Imperio Británico.
Estuvo casado con la actriz Clare Holman.